# Бабов, Дмитрий Михайлович
Бабов Дмитрий Михайлович (11 октября 1926, Измаил — 15 октября 1983, Одесса) — советский учёный-гигиенист. Доктор медицинских наук (1972), профессор (1973). Ректор Одесского медицинского института (1981—1983). Отец врача-кардиолога Константина Бабова.

## Биография
Родился 11 октября 1926 года в городе Измаил.
В 1952 году окончил Одесский медицинский институт. В 1955—1958 годах — старший научный сотрудник Криворожского НИИ гигиены труда.
С 1958 года — в Одесском медицинском институте: в 1958—1959 годах — ассистент, в 1959—1965 годах — доцент, в 1965—1983 годах — заведующий кафедрой общей гигиены, в 1968—1972 годах — декан по работе с иностранными студентами, профессор кафедры гигиены и профессиональных заболеваний, в 1972—1981 годах — проректор по учебной работе, в 1981—1983 годах — ректор.
Умер 15 октября 1983 года в городе Одесса.

## Научная деятельность
Специалист в области медицины. Исследовал проблемы общей гигиены и гигиены труда, специфику профессиональных заболеваний и их лечение.
Автор 74 научных работ. Под руководством защищено 6 кандидатских диссертаций.

### Научные труды
- Динамика изменения агглютинабильности санитарно-показательных микроорганизмов при их пребывании в водной среде / Одесса, 1956.
- Руководство к практическим занятиям по гигиене: учебник / М., 1976 (в соавторстве).
- Методы санитарно-гигиенических исследований: учебник / М., 1976 (в соавторстве).
- Як харчуватися людині похилого віку [Текст] / Д. М. Бабов. — Киев: Здоровье, 1977. — 39 с.
- Руководство к практическим занятиям по гигиене с техникой санитарно-гигиенических исследований [Текст] / Д. М. Бабов, Н. Н. Надворный. — 2-е изд., испр. и доп. — М.: Медицина, 1981. — 275 с.